# José Manuel Martín
José Manuel Martín Pérez (n. Casavieja, de la provincia de Ávila, 1924 - 12 de abril de 2006) fue un actor, guionista y locutor español cuya actividad abarca más de 40 años de cine y televisión, especialmente activo en los años 60 y 70.

## Biografía

### Primeros años
Nació el 24 de mayo de 1924 en Casavieja, provincia de Ávila. Inició su carrera como intérprete en el Teatro Español Universitario en Madrid con personalidades como José Luis López Vázquez, María Jesús Valdés y Valeriano Andrés, antes de obtener una beca en el Lope de Rueda . Fue allí donde comenzó a trabajar en el teatro profesional de la mano de Alejandro Ulloa. A partir de 1942 también trabajó como locutor en Radio Nacional de España, donde también se licenció en periodismo.

## Carrera cinematográfica
En 1952 J. M. Martín debutó para el cine en el drama bélico de La llamada de África, escrita y dirigida por César Fernández Ardavín.
Aunque siempre con papeles secundarios, J. M. Martín intervino en más de 100 películas españolas durante los años posteriores, compartiendo escena con actores como Rafael Rivelles, Francisco Rabal o Fernando Rey. De esta primera época habría que destacar dos actuaciones importantes del actor abulense: Viridiana (1961) de Luis Buñuel, y Los Tarantos (1963) de Francisco Rovira Beleta, la primera película española que fue nominada para los Oscars.
Durante los años posteriores, las décadas de los 60 y 70, J. M. Martín fue un rostro habitual en las películas y cooproducciones de género, especialmente en los spaguetti westerns que se popularizaron en aquella época, teniendo papeles reseñables como en Yo soy la revolución (1966) de Damiano Damiani, Quince horcas para un asesino (1968) de Nunzio Malasomma, Arizona vuelve (1970) de Sergio Martino, 100 Rifles (1969) de Tom Gries, y el crepuscular Condenados a vivir (1972) de Joaquín Luis Romero Marchent.
Durante esta época también interviene en films de terror como El castillo de Fu Manchú (1969) de Sax Rohmer o Los Ojos Siniestros del Doctor Orloff (1973) de Jesús Franco.
J. M. Martín también colaboró en la redacción de algunos guiones cinematográficos, como Un par de zapatos del '32 (1974) de Rafael Romero Marchent.

## Retiro
A finales de los 70 las apariciones de J. M. Martín en el cine disminuyen considerablemente, aunque aún hace breves cameos en series populares como Curro Jiménez, Estudio 1 o Los Serrano (2004).
Su último papel en el cine lo realizó en Descongélate! (2003) de Dunia Ayaso y Félix Sabroso.
Falleció el 12 de abril de 2006 a los 81 años de edad.

## Filmografía selecta

### Actor de cine
- 1952 La llamada de África de César Fernández Ardavín, su debut en el cine.

- 1953 La guerra de Dios de Rafael Gil
- 1954 Murió hace quince años de Rafael Gil
- 1955 El canto del gallo de Rafael Gil
- 1955 La otra vida del capitán Contreras de Rafael Gil
- 1956 Los ladrones somos gente honrada de Pedro Luis Ramírez
- 1957 Aventura para dos de Luis Marquina y Don Siegel
- 1959 Gayarre de Domingo Viladomat
- 1959 Llegaron dos hombres de César Fernández Ardavín
- 1961 Viridiana de Luis Buñuel
- 1962 Cupido contrabandista de Esteban Madruga
- 1962 Tierra brutal de Michael Carreras, su primer western.
- 1963 El valle de las espadas de Javier Setó
- 1963 Cristo negro de Ramón Torrado
- 1963 Los Tarantos de Francisco Rovira Beleta
- 1964 El sabor de la venganza de Joaquín Luis Romero Marchent
- 1964 Los pistoleros de Casa Grande de Roy Rowland
- 1965 Una pistola para Ringo de Duccio Tessari
- 1965 Viva Carrancho de Alfonso Balcázar
- 1966 Siete dólares al rojo de Alberto Cardone
- 1966 Arizona Colt de Michele Lupo
- 1966 Yo soy la revolución de Damiano Damiani
- 1968 Un tren para Durango de Mario Caiano
- 1968 Quince horcas para un asesino de Nunzio Malasomma
- 1969 100 Rifles de Tom Gries
- 1969 El castillo de Fu-Manchú de Jesús Franco
- 1969 Tierra de gigantes, de Ferdinando Baldi
- 1970 Fortunata y Jacinta de Angelino Fons
- 1970 Arizona vuelve de Sergio Martino
- 1970 No desearás al vecino del quinto de Ramón Fernández
- 1971 El hombre de Río Malo de Eugenio Martín
- 1972 Marco Antonio y Cleopatra de Charlton Heston
- 1972 Condenados a vivir de Joaquín Luis Romero Marchent
- 1973 Los Ojos Siniestros del Doctor Orloff de Jesús Franco
- 1974 El gran amor del conde Drácula, de Javier Aguirre Fernández
- 1977 El perro de Antonio Isasi-Isasmendi
- 1978 Oro rojo de Alberto Vázquez Figueroa
- 1988 El Lute II: mañana seré libre de Vicente Aranda
- 1989 Montoyas y Tarantos de Vicente Escrivá
- 2003 Descongélate! de Dunia Ayaso y Félix Sabroso, su última película.

### Series de TV
- 1958 Diego Valor
- 1965 Estudio 1
- 1974 Los camioneros
- 1977 Curro Jiménez
- 1983 La comedia
- 2000 Policías, en el corazón de la calle
- 2004 Los Serrano

### Guionista
- 1974 Un par de zapatos del 32 de Rafael Romero Marchent